# Doidalses

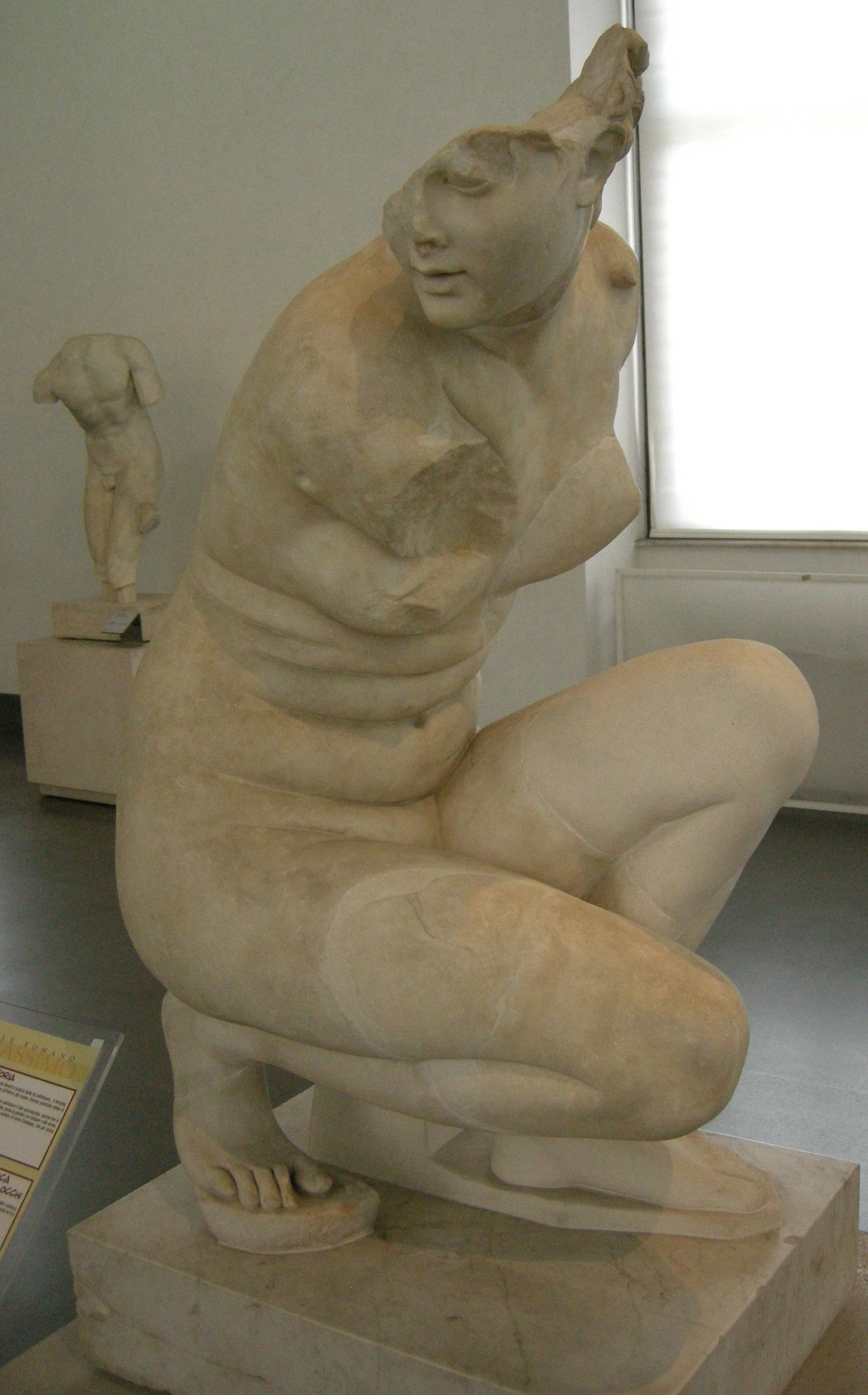
Kauernde Aphrodite, römische Kopie, im Museo Nazionale Romano, Rom

Doidalses (auch Doidalsas, griechisch Δοιδάλσης oder Δοιδάλσας) war ein hellenistischer Bildhauer aus Bithynien, der in der Mitte oder der 2. Hälfte des 3. Jahrhunderts v. Chr. tätig war; die Enciclopedia dell‘Arte Antica (siehe Literatur) gibt an, dass er „nach 264 v. Chr.“ tätig war. Über sein Leben ist aus antiken Quellen nichts bekannt; dementsprechend gibt es zahlreiche Spekulationen über sein Leben und Werk. Das wichtigste Werk, das ihm zugeschrieben wird, ist die Kauernde Aphrodite.
Im Künstlerlexikon der Antike schreibt Bernard Andreae (der die Schreibung Doidalsas verwendet):

„Ein Künstler dieses Namens könnte eine archäol. Fiktion sein. Überliefert wird nur ein Bildhauer, dessen Namen im Codex Bambergensis von Plinius, nat., 36, 35 in +daedalsa+ verschrieben ist. Nach allg. Überzeugung kann sich unter dieser Verschreibung aber nur der bithyn. Name D. [Doidalsas] verbergen. Plinius nennt ihn ein einziges Mal knapp in der Aufzählung von Bildwerken, die in der Porticus Octaviae neben dem Marcellustheater in Rom standen: »Venerem lavantem sese +daedalsa+, stantem Polycharmus (fecit)«.“

Das hier erstgenannte Bildwerk, also die „Venus“, die Plinius sah, wird allgemein mit der Kauernden Aphrodite identifiziert, von der es viele Kopien gibt. Auch Plinius sah wohl nur eine Marmorkopie des Bronze-Originals.

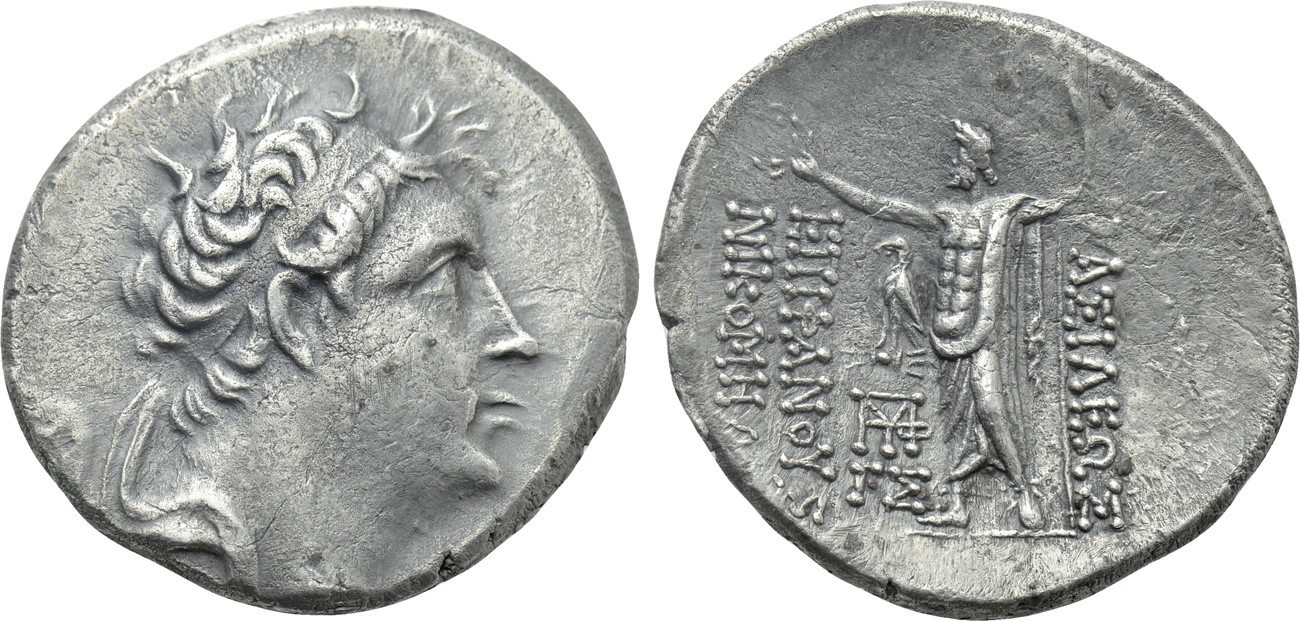
Münze des Nikomedes III. mit Darstellung des Zeus-Stratios auf der Rückseite

Weniger sicher ist die Zuschreibung einer Bronze-Statue der Zeus Stratios, die Doidalses für einen bithynischen König (wahrscheinlich Nikomedes I.) geschaffen habe. Carl Robert schreibt in Paulys Realencyclopädie der classischen Altertumswissenschaft, dass Johannes Overbeck dieses Werk „in den Reversbildern bithynischer Münzen von Prusias I. bis zu Nikomedes III. wiederentdeckt“ habe. Der Gott hat „die erhobene Linke auf das Scepter oder eine Lanze gestützt, in der ausgestreckten Rechten einen Kranz.“